# 贾世骏
贾世骏（1930年—2011年9月4日）祖籍山东单县，生于南京，中华人民共和国男高音歌唱家、作曲家。

## 生平
1930年生于南京。上小学时便学会了吹口琴、弹月琴等乐器，并是小小乐队的主要成员之一。1949年8月在北平参加中国人民解放军，在六十六军文工团、一九八师文工队任大提琴演奏员，歌唱演员。1950年10月到朝鲜参加抗美援朝战争，任东北某英雄担架队军代表。1954年10月调入北京军区政治部战友歌舞团（当时是华北军区政治部文工团），历任北京军区战友歌舞团合唱队员、独唱演员、歌队队长、编导室声乐艺术指导等职务。1956年6月加入中国共产党。1956年加入中国音乐家协会。曾获国务院政府特殊津贴、中央军委颁发的“胜利功勋荣誉章”。1986年10月离休。
贾世骏曾先后师从中央音乐学院俞宜萱、周美玉，中央乐团陈灵、蔡敬宜，北京中国师范学院秦宗惠等学习声乐，并在保加利亚声乐专家邱尔金以及迪雅克维奇教授指导下，进修声乐一年半。
贾世骏曾多次随周恩来、陈毅、罗瑞卿等党和国家领导人率领的中国艺术团、解放军艺术团到苏联、罗马尼亚、阿尔巴尼亚、朝鲜、越南、印度尼西亚、日本等国及中国香港、澳门地区演出。1986年离休后，参加了老战友合唱艺术团，继续演唱《长征组歌》；还被北京、青岛等地多所院校聘为艺术顾问、校外讲师团成员、校外辅导员。1999年10月，参加了在北京音乐厅举行的《我的祖国——新中国50年优秀歌曲音乐会》，江泽民、胡锦涛等中央领导观看了此次演出。2009年10月，为庆祝中华人民共和国成立60周年，参加了《神州大舞台》、《流金岁月》、大歌舞《东方红》45年再聚首等节目的演出及录制。2010年4月，在李光羲独唱音乐会上，贾世骏最后一次登台表演，他也是此次音乐会上唯一一位自费从外地赶来的嘉宾。
2011年9月4日，贾世骏因肺癌在北京中国人民解放军海军总医院逝世，享年81岁。逝世前几天，贾世骏的朋友王昆、李光羲、徐有光、胡宝善、姜嘉锵、于淑珍、邓玉华、金家勤、刘斌、于乃久、柳石明等都到医院探望，坐在轮椅上的王昆还领着大家为贾世骏唱起了《过雪山草地》。

## 作品
贾世骏演唱音域宽广，音质圆润纯净，音色甜美明亮，气魄雄伟，吐字清晰，受到军民喜爱。1960年代至1980年代，他首唱了许多著名歌曲，如《大海航行靠舵手》、《读毛主席的书》、《战士歌唱东方红》、《我骑着马儿过草原》、《颂歌献给毛主席》、《打靶归来》等。他演唱的代表性曲目还有《牧歌》、《康定情歌》、《战士想的是什么》、《草原之夜》、《祖国颂》、《赠缅甸友人》等等，以及大合唱《祖国颂》男声领唱，印度尼西亚歌曲《美丽的梭罗河》、苏联歌曲《故乡》、朝鲜歌曲《月飞山—英雄山》、越南歌曲《最美丽的名字—胡志明》等外国歌曲。被部队指战员誉为战士歌唱家，被莫斯科人誉为中国的“列米舍夫”（俄国抒情男高音歌唱家），被印度尼西亚人民誉为“金嗓子”。
在1965年大型声乐套曲《长征组歌——红军不怕远征难》六曲中，贾世骏领唱《过雪山草地》。在1964年大型音乐舞蹈史诗《东方红》中，领唱《红军不怕远征难》中演唱《七律·长征》。在中南海春藕斋为毛泽东主席演唱时，毛泽东握着他的手夸他唱得好。周恩来总理在审查《长征组歌》、接见演员时，拉着他的手，让他坐在自己身边和大家合影。周恩来还让他教自己唱《过雪山草地》。
贾世骏还是一位作曲家，发表并演唱了自己创作的《我爱伟大的祖国》、《祖国啊母亲》、《长江啊长江》、《飞吧我的歌声》、《做毛主席的好战士》、《听毛主席的话》、《手捧请柬想总理》、《人民的好总理——周恩来》、《我爱西沙》、《演习场上重相逢》、《我从罗湖桥上过》、《香港回归唱新歌》、《上海抒情曲》、《美丽的青岛》。他曾为国家审计署《审计工作者之歌》谱曲。还曾为少年儿童作词谱曲，创作出大量少儿歌曲、歌舞曲、木偶剧音乐，如《我是一个小歌手》，《小豆苗》，为北京市东城区史家小学作《史家小学校歌》。他创作的200余首儿童歌曲在中国人民解放军总后勤部幼儿园、北京军区司令部幼儿园和政治部幼儿园等地演出，并在中央人民广播电台、中央电视台等媒体播出。
2013年，贾世骏的自传《飞吧，我的歌声：我的歌唱艺术生涯》由解放军出版社出版。